# St. Jenewein (Schlanders)

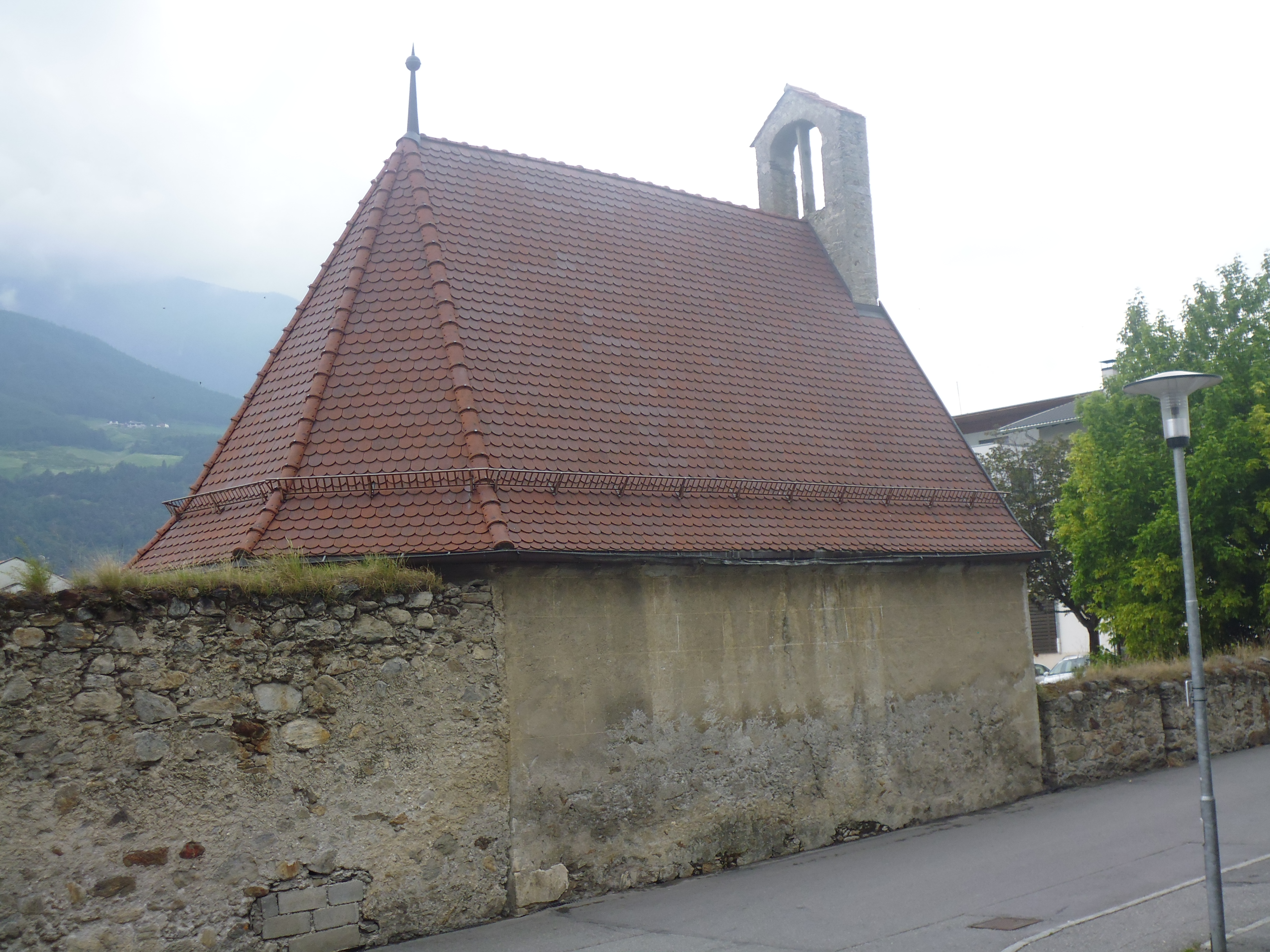
St. Jenewein

Die ehemalige Kapelle St. Jenewein war die Eigenkapelle des Ladurnhofs in Schlanders im Südtiroler Vinschgau. Im Jahre 1148 erstmals erwähnt, ging sie 1164 mitsamt dem Hof von Ulrich von Tarasp an das Kloster Marienberg über. Das Patrozinium des Brixener Bistumspatrons St. Ingenuin (Jenewein) verweist auf ehemaligen bischöflichen Mensalbesitz.
Der heutige Bau im spätgotischen Stil wurde nach den Engadinerkriegen 1499 errichtet und 1508 geweiht.
Baumeister war Oswald Furter aus Latsch.
Das einfach gestaltete Bauwerk verfügt über einen polygonalen Chorschluss, einen Fassadendachreiter und marmorne Blocksteinverkleidungen von Fenstern und der Tür. Die Tür befindet sich in der Südwand, ebenso eines der beiden Fenster. Das zweite, etwas kleinere Fenster ist in die Südostwand eingelassen, darüber, übergreifend auf die Südmauer, befinden sich die Reste von Fresken. Das Dach wurde in neuerer Zeit mit Tonschindeln neu eingedeckt. Der Naturputz der Außenwände ist mit aufgemalten Quaderimitationen versehen. Die nördliche Außenwand der Kapelle ist in die Hofmauer des Ladurnerhofes integriert und grenzt an die Krankenhausstraße. Im Inneren gibt es außer drei Wappenschilden keinerlei Ausschmückungen. Die Schilde mit Blattdekorationen wurden um 1600 durch Jenewein Ladurner an den Segeln des Netzgratgewölbes angebracht. Eines zeigt das Familienwappen des Stifters, ein weiteres das des Abtes Leonhard Andri von Marienberg (1586–1606) und bei dem dritten Wappen dürfte es sich um das der Grafen Helfenstein handeln. Die gesamte sakrale Einrichtung einschließlich des Altars ging im Zuge der Profanierung 1786 verloren. Seither wird das Gebäude als Lagerraum genutzt.
Nach der Profanierung stand als Gotteshaus die benachbarte Spitalkirche zur Verfügung.
Seit dem 24. Oktober 1980 ist das Gebäude unter Denkmalschutz gestellt.